# NGC 3318B
NGC 3318B is een balkspiraalstelsel in het sterrenbeeld Zeilen. Het hemelobject ligt in de buurt van NGC 3318 en NGC 3318A.

## Synoniemen
- ESO 317-53
- MCG -7-22-27
- AM 1035-411
- IRAS10353-4112
- PGC 31565